# شهرستان ده‌نو (ترکمنستان)
برای شهرستانی به این نام در ازبکستان به شهرستان ده نو نگاه کنید.
شهرستان دهِ نو (به ترکمنی: Dänew etraby، دأنو اطرابیٛ) یک شهرستان در ترکمنستان است که در استان لب آب واقع شده‌است.
نام پیشین این شهرستان قالقینیش (به ترکمنی: Galkynyş etraby، قالقیٛنیٛش اطرابیٛ) بود و مرکز آن شهرک ده نو است.
در تاریخ ۲۵ نوامبر ۲۰۱۷، شهرستان قاراش‌سیزلیق منحل شده و اراضی آن به این شهرستان اضافه شد. در همین تاریخ، شهر سیدی که تا پیش از آن‌‌ «شهر مستقل از شهرستان» (به ترکمنی: etrap hukukly şäheri، اطراپ حوُقوُقلیٛ شأهری) بود، استقلال خویش را از دست داد و به تابعیت این شهرستان واگذار شد.

## تقسیمات اداری
شهرستان ده‌نو شامل دو شهر، سه شهرک، و بیست و سیزده شورای روستایی می‌باشد.
- شهرها (şäherler / شأهرلر)
  - ده‌نو (Dänew / دأنَو)
  - سیدی (Seýdi / سیدی)

- شهرک‌ها (şäherçeler / شأهرچه‌لر)
  - آسوده (Asuda / آسودا)
  - بهار (Bahar / باهار)
    - شامل شهرکِ کارخانهٔ آجرسازی (شهرک کرپیچ زاوُدا) (Kerpiç zawodynyň şäherjigi / کرپیچ زاووْدیٛنیٛنگ شأهرجیگی)

  - قاراش‌سیزلیق (Garaşsyzlyk / قاراش‌سیٛزلیٛق)

- شوراهای روستایی (oba geňeşlikleri / اوْبا گنگشلیکلری)
  - اودئی (Ödeý / اؤده‌ی)
    - آق‌آلتین (Akaltyn / آق‌آلتیٛن)
    - اودئی (Ödeý / اؤده‌ی)
    - بلمه (Belme / بلمه)
    - چگس (Çeges / چگس)
    - قره‌قوم (Garagum / قاراقوُم)

  - آزادلیق (Azatlyk / آزادلیٛق)
    - آته‌اوبه (Ataoba / آتااوْبا)
    - آزادلیق (Azatlyk / آزادلیٛق)

  - ایسباز (Isbaz / ایسباز)
    - ایسباز (Isbaz / ایسباز)

  - بارآغیز (Baragyz / بارآغیٛز)
    - ارساری (Ärsary / أرساریٛ)
    - آغار (Agar / آغار)
    - بارآغیز (Baragyz / بارآغیٛز)
    - قزاقچی (Gazakçy / قازاقچیٛ)

  - برزنگ (Berzeň / بَرزَنگ)
    - اولی‌آریق (Ulyaryk / اوُلیٛ‌آریٛق)
    - برزنگ (Berzeň / بَرزَنگ)
    - جندی (Jendi / جندی)
    - خندق‌لی‌اوبه (Händeklioba / حأندکلی‌اوْبا)
    - دریاباش (Derýabaş / دریاباش)
    - قاراش‌سیزلیق (Garaşsyzlyk / قاراش‌سیٛزلیٛق)

  - بوئین اوزین (Boýnyuzyn / بوینیٛ‌اوُزیٛن)
    - بوئین اوزین (Boýnyuzyn / بوینیٛ‌اوُزیٛن)
    - تراکتورچی (Traktorçy / تراقتوْرچیٛ)
    - دورموش‌لی (Durmuşly / دوُرموُش‌لیٛ)
    - قاقساچان (Kaksaçan / قاقساچان)
    - کفترلی (Kepderli / کپترلی)
    - یازآریق (Ýazaryk / یازآریٛق)

  - دولت‌آباد (Döwletabat / دؤولت‌آباد)
    - پوشکین (Puşkin / پوُشکین)
    - زرگومن (Zergömen / زرگؤمن)
    - شهرت (Şöhrat / شؤهرات)
    - وطن (Watan / واطان)
    - یاشلیق (Ýaşlyk / یاشلیٛق)

  - عشق‌آباد (Aşgabat / آشغابات)
    - آبادان (Abadan / آبادان)
    - آمودریا (Amyderýa / آمیٛ‌دریا)
    - عشق‌آباد (Aşgabat / آشغابات)

  - فراغت (Parahat / پاراحات)
    - دوستلوق (Dostluk / دوْستلوُق)
    - فراغت (Parahat / پاراحات)

  - قاباق‌لی (Gabakly / قاباق‌لیٛ)
    - قاباق‌لی‌اوبه (Gabaklyoba / قاباق‌لیٛ‌اوْبا)

  - گوینوک (Göýnük / گؤینوٚک)
    - ‌ شنبه‌بازار (Şenbebazar / شنبه‌بازار)
    - قوشه‌کوپری (Goşaköpri / قوْشاکؤپری)
    - گوینوک (Göýnük / گؤینوٚک)
    - ماماجان قلی‌یوا (Mamajan Gulyýewa adyndaky / ماماجان قوُلیٛ‌یوا آدیٛنداقیٛ)
    - نوقای (Nogaý / نوْغای)

  - مای (Maý / مای)
    - بلال (Bilal / بیلال)
    - دُریاپ (Dürýap / دوٚریاپ)
    - عرب‌خانه (Araphana / عاراپ‌حانا)
    - مای (Maý / مای)
    - میرزاقلعه (Mürzegala / موٚرزه‌قالا)
    - یلوم (Ýolum / یوْلوُم)

  - یولدوز (Ýyldyz / ییٛلدیٛز)
    - بیات (Baýat / بایات)
    - تازه‌گویچ (Täzegüýç / تأزه‌گوٚیچ)
    - خندق‌لی (Händekli / حأندکلی)
    - سزاق‌لیق (Sazaklyk / سازاقلیٛق)
    - ‌ قزارچی (Gazarçy / قازارچیٛ)
    - وخیم (Wahym / واحیٛم)
    - یولدوز (Ýyldyz / ییٛلدیٛز)